# 제바스티안 로데
제바스티안 로데(독일어: Sebastian Rode, 1990년 10월 11일 제하임유겐하임 ~ )는 독일의 축구 선수이다. 현재 분데스리가의 아인트라흐트 프랑크푸르트에서 미드필더로 뛰고 있다.